# 莱娜·斯托勒肯
莱娜·斯托勒肯（挪威語：Lene Storløkken，1981年6月20日—），挪威女子足球运动员，场上位置是中场。她曾代表挪威国家队参加2007年国际足联女子世界杯，结果队伍获得第四名。